# Duncan I.
Duncan I. Bolesni (škot. Donnchadh mac Crìonain) (?, 5. kolovoza 1001. – blizu Elgina, Moray, Škotska, 14. kolovoza 1040.), škotski kralj od 1034. do 1040. iz dinastije Dunkelda.
Sin je škotske princeze Bethóc i unuk škotskog kralja Malcolma II. (1005. – 1034.), koji ga je nezakonitim činom postavio za vladara Strathclydea, a potom i za svog nasljednika, čime je bio narušen ustaljeni red nasljeđivanja prijestolja.
Premda je, poslije djedove smrti, mirno preuzeo krunu, uskoro se morao sukobiti s protukandidatom za prijestolje, Macbethom, knezom Morayja, koji je također bio u rodbinskoj vezi s bivšom kraljevskom obitelji Alpina.
Godine 1038. grof Bernice napao je Cumbriju, zbog čega je Duncan I. poveo veliku vojsku i opsjeo Durham, gdje je sljedeće godine doživio veliki poraz. Godine 1040. poveo je vojsku na Moray i poginuo u sukobu s rivalom Macbethom, koji je nakon njegove smrti preuzeo škotsku krunu.

## Vanjske poveznice
- Duncan I. Hrvatska enciklopedija
- Duncan I. Proleksis enciklopedija
- Duncan I., kralj Škota Britannica (engl.)
- Duncan I. - englishmonarchs.co.uk (engl.)
- Kralj Duncan I. - undiscoveredscotland.co.uk (engl.)

| Prethodnik:               | Škotski kralj (1034. - 1040.) | Nasljednik:           |
| Malcolm II. (1005.-1034.) | Škotski kralj (1034. - 1040.) | Macbeth (1040.-1057.) |